# Szlovákia a 2010. évi téli olimpiai játékokon

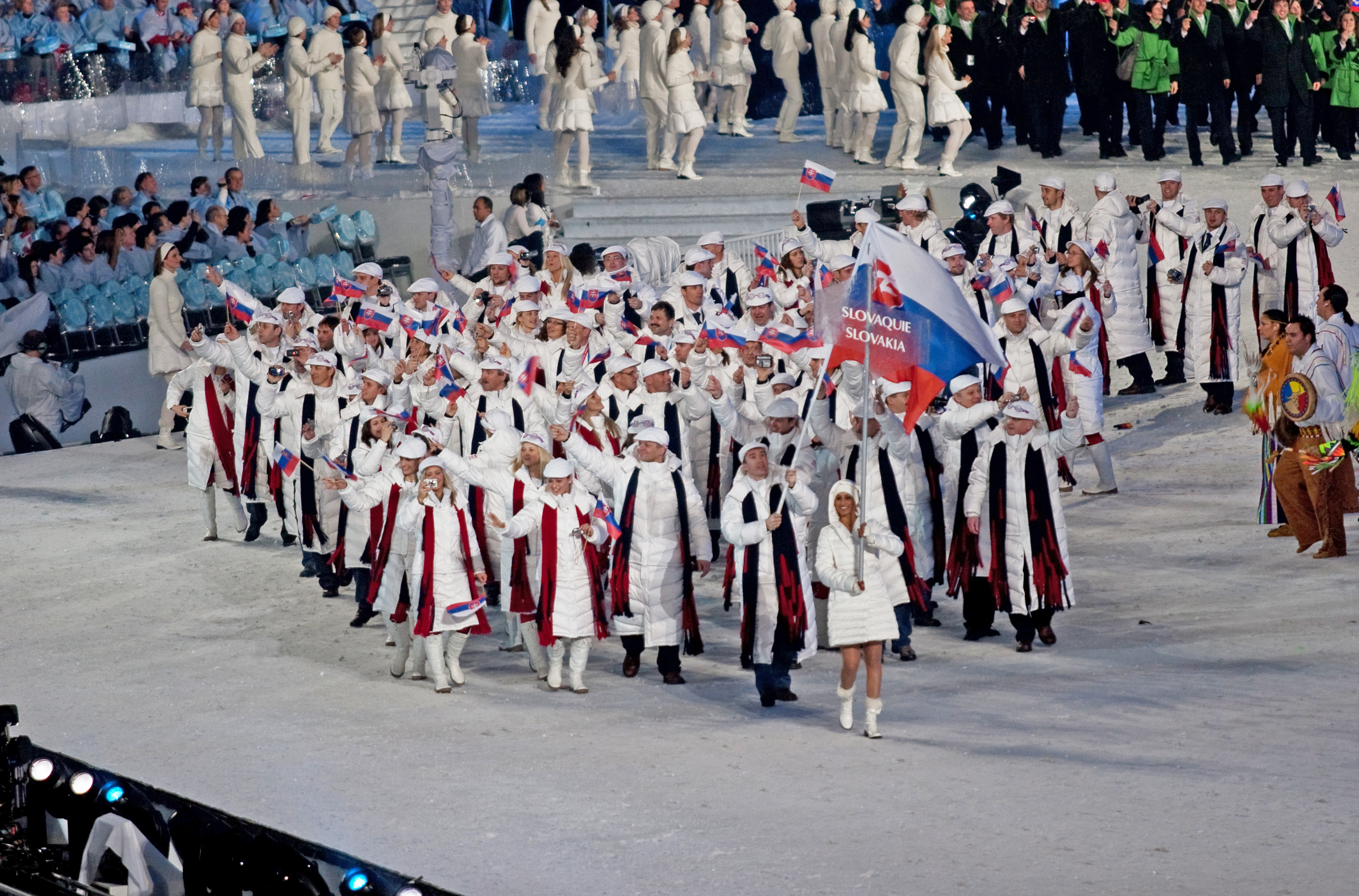
Szlovákia olimpiai küldöttsége a megnyitón

Szlovákia a kanadai Vancouverben megrendezett 2010. évi téli olimpiai játékok egyik részt vevő nemzete volt. Az országot az olimpián 8 sportágban 68 sportoló képviselte, akik összesen 3 érmet szereztek. Anastasiya Kuzmina női biatlonos révén az ország megszerezte első aranyérmét a téli olimpiai játékok történetében.

## Érmesek
| Érem  | Versenyző          | Sportág | Versenyszám             |
| ----- | ------------------ | ------- | ----------------------- |
| Arany | Anastasiya Kuzmina | Biatlon | Női 7,5 km sprint       |
| Ezüst | Anastasiya Kuzmina | Biatlon | Női 10 km üldözőverseny |
| Bronz | Pavol Hurajt       | Biatlon | Férfi 15 km tömegrajtos |

## Alpesisí
Férfi
| Versenyző         | Versenyszám            | 1. futam | 1. futam | 2. futam | 2. futam | Összesítés | Összesítés |
| Versenyző         | Versenyszám            | Idő      | Hely.    | Idő      | Hely.    | Idő        | Helyezés   |
| ----------------- | ---------------------- | -------- | -------- | -------- | -------- | ---------- | ---------- |
| Jaroslav Babušiak | Lesiklás               |          |          |          |          | 1:59,99    | 52.        |
| Jaroslav Babušiak | Műlesiklás             | 52,10    | 37.      | 54,76    | 31.      | 1:46,86    | 30.        |
| Jaroslav Babušiak | Óriás-műlesiklás       | 1:22,22  | 50.      | 1:24,90  | 43.      | 2:47,12    | 44.*       |
| Jaroslav Babušiak | Szuperóriás-műlesiklás |          |          |          |          | 1:35,25    | 37.        |

| Versenyző         | Versenyszám | Lesiklás      | Lesiklás      | Műlesiklás | Műlesiklás | Összesítés | Összesítés |
| Versenyző         | Versenyszám | Idő           | Hely.         | Idő        | Hely.      | Idő        | Helyezés   |
| ----------------- | ----------- | ------------- | ------------- | ---------- | ---------- | ---------- | ---------- |
| Jaroslav Babušiak | Összetett   | nem ért célba | nem ért célba | kiesett    | kiesett    | kiesett    | kiesett    |

Női
| Versenyző         | Versenyszám      | 1. futam | 1. futam | 2. futam      | 2. futam      | Összesítés | Összesítés |
| Versenyző         | Versenyszám      | Idő      | Hely.    | Idő           | Hely.         | Idő        | Helyezés   |
| ----------------- | ---------------- | -------- | -------- | ------------- | ------------- | ---------- | ---------- |
| Jana Gantnerová   | Műlesiklás       | 53,54    | 28.      | 53,92         | 26.           | 1:47,46    | 24.        |
| Jana Gantnerová   | Óriás-műlesiklás | 1:20,00  | 38.      | 1:15,73       | 34.           | 2:35,73    | 35.        |
| Veronika Zuzulová | Műlesiklás       | 52,11    | 11.*     | 53,03         | 11.           | 1:45,14    | 10.        |
| Veronika Zuzulová | Óriás-műlesiklás | 1:18,96  | 34.      | nem ért célba | nem ért célba | kiesett    | kiesett    |

* - egy másik versenyzővel azonos eredményt ért el

## Biatlon
Férfi
| Versenyző                                                   | Versenyszám           | Lövőhiba     | Időeredmény | Helyezés |
| ----------------------------------------------------------- | --------------------- | ------------ | ----------- | -------- |
| Pavol Hurajt                                                | 10 km sprint          | 1 (0+1)      | 25:15,0     | 7.       |
| Pavol Hurajt                                                | 12,5 km üldözőverseny | 3 (1+0+0+2)  | 35:12,8     | 16.      |
| Pavol Hurajt                                                | 20 km egyéni          | 1 (0+0+1+0)  | 49:39,0     | 5.       |
| Pavol Hurajt                                                | 15 km tömegrajtos     | 0 (0+0+0+0)  | 35:52,3     |          |
| Marek Matiaško                                              | 10 km sprint          | 3 (1+2)      | 27:37,4     | 66.      |
| Marek Matiaško                                              | 20 km egyéni          | 2 (0+1+0+1)  | 52:47,9     | 33.      |
| Miroslav Matiaško                                           | 10 km sprint          | 4 (1+3)      | 28:15,9     | 76.      |
| Miroslav Matiaško                                           | 20 km egyéni          | 3 (1+1+0+1)  | 53:29,2     | 47.      |
| Dušan Šimočko                                               | 10 km sprint          | 3 (1+2)      | 28:11,4     | 75.      |
| Dušan Šimočko                                               | 20 km egyéni          | 2 (0+0+2+0)  | 51:20,6     | 18.      |
| Miroslav Matiaško Marek Matiaško Dušan Šimočko Pavol Hurajt | 4 × 7,5 km váltó      | 14 (1+4 1+8) | 1:28:54,1   | 14.      |

Női
| Versenyző                                                             | Versenyszám         | Lövőhiba     | Időeredmény | Helyezés      |
| --------------------------------------------------------------------- | ------------------- | ------------ | ----------- | ------------- |
| Jana Gereková                                                         | 7,5 km sprint       | 3 (1+2)      | 21:54,0     | 40.           |
| Jana Gereková                                                         | 10 km üldözőverseny | 4 (0+3+0+1)  | 34:20,1     | 40.           |
| Jana Gereková                                                         | 15 km egyéni        | 4 (1+0+1+2)  | 45:46,4     | 46.           |
| Martina Halinárová                                                    | 7,5 km sprint       | 2 (1+1)      | 22:19,0     | 54.           |
| Martina Halinárová                                                    | 10 km üldözőverseny | 6 (1+2+3+ )  | + kör       | nem ért célba |
| Martina Halinárová                                                    | 15 km egyéni        | 3 (0+1+0+2)  | 45:38,7     | 44.           |
| Ľubomíra Kalinová                                                     | 7,5 km sprint       | 5 (3+2)      | 23:47,2     | 81.           |
| Ľubomíra Kalinová                                                     | 15 km egyéni        | 7 (2+0+2+3)  | 50:38,7     | 80.           |
| Anastasiya Kuzmina                                                    | 7,5 km sprint       | 1 (1+0)      | 19:55,6     |               |
| Anastasiya Kuzmina                                                    | 10 km üldözőverseny | 2 (0+1+1+0)  | 30:28,3     |               |
| Anastasiya Kuzmina                                                    | 15 km egyéni        | 5 (2+1+1+1)  | 45:16,0     | 39.           |
| Anastasiya Kuzmina                                                    | 12,5 km tömegrajtos | 3 (1+1+1+0)  | 36:02,9     | 8.            |
| Martina Halinárová Anastasiya Kuzmina Natália Prekopová Jana Gereková | 4 × 6 km váltó      | 12 (0+2 1+9) | 1:13:15,8   | 13.           |

## Bob
Férfi
| Versenyző                                                     | Versenyszám | 1. futam | 1. futam | 2. futam   | 2. futam   | 3. futam | 3. futam | 4. futam | 4. futam | Összesítés | Összesítés |
| Versenyző                                                     | Versenyszám | Idő      | Hely.    | Idő        | Hely.      | Idő      | Hely.    | Idő      | Hely.    | Idő        | Helyezés   |
| ------------------------------------------------------------- | ----------- | -------- | -------- | ---------- | ---------- | -------- | -------- | -------- | -------- | ---------- | ---------- |
| Milan Jagnešák Petr Narovec                                   | Kettes      | 53,18    | 22.      | 53,16      | 20.        | 52,73    | 20.      | 52,99    | 20.      | 3:32,06    | 20.        |
| Milan Jagnešák Martin Tešovič Marcel Lopuchovský Petr Narovec | Négyes      | 55,25    | 25.      | nem indult | nem indult | kiesett  | kiesett  | kiesett  | kiesett  | kiesett    | kiesett    |

## Jégkorong

### Férfi
| Szlovák nemzeti férfi jégkorongcsapat-játékoskeret | Szlovák nemzeti férfi jégkorongcsapat-játékoskeret | Szlovák nemzeti férfi jégkorongcsapat-játékoskeret | Szlovák nemzeti férfi jégkorongcsapat-játékoskeret | Szlovák nemzeti férfi jégkorongcsapat-játékoskeret | Szlovák nemzeti férfi jégkorongcsapat-játékoskeret | Szlovák nemzeti férfi jégkorongcsapat-játékoskeret |
| #                                                  | Név                                                | Poszt                                              | Magasság                                           | Súly                                               | Kor                                                | Klub                                               |
| -------------------------------------------------- | -------------------------------------------------- | -------------------------------------------------- | -------------------------------------------------- | -------------------------------------------------- | -------------------------------------------------- | -------------------------------------------------- |
| 31                                                 | Peter Budaj                                        | K                                                  | 185 cm                                             | 91 kg                                              | 1982. szeptember 18. (27 évesen)                   | Colorado Avalanche                                 |
| 35                                                 | Rastislav Staňa                                    | K                                                  | 185 cm                                             | 88 kg                                              | 1980. január 10. (30 évesen)                       | Severstal                                          |
| 41                                                 | Jaroslav Halák                                     | K                                                  | 180 cm                                             | 82 kg                                              | 1985. május 13. (24 évesen)                        | Montréal Canadiens                                 |
| 7                                                  | Ivan Baranka                                       | V                                                  | 191 cm                                             | 91 kg                                              | 1985. május 19. (24 évesen)                        | Szpartak Moszkva                                   |
| 14                                                 | Andrej Meszároš                                    | V                                                  | 188 cm                                             | 100 kg                                             | 1985. október 13. (24 évesen)                      | Tampa Bay Lightning                                |
| 17                                                 | Ľubomír Višňovský                                  | V                                                  | 180 cm                                             | 84 kg                                              | 1976. augusztus 11. (33 évesen)                    | Edmonton Oilers                                    |
| 33                                                 | Zdeno Chára C                                      | V                                                  | 206 cm                                             | 116 kg                                             | 1977. március 18. (32 évesen)                      | Boston Bruins                                      |
| 44                                                 | Andrej Sekera                                      | V                                                  | 183 cm                                             | 91 kg                                              | 1986. június 8. (23 évesen)                        | Buffalo Sabres                                     |
| 68                                                 | Milan Jurčina                                      | V                                                  | 193 cm                                             | 111 kg                                             | 1983. június 7. (26 évesen)                        | Columbus Blue Jackets                              |
| 77                                                 | Martin Štrbák                                      | V                                                  | 191 cm                                             | 96 kg                                              | 1975. január 15. (35 évesen)                       | HC MVD                                             |
| 8                                                  | Martin Cibák                                       | T                                                  | 185 cm                                             | 89 kg                                              | 1980. május 17. (29 évesen)                        | Szpartak Moszkva                                   |
| 10                                                 | Marián Gáborík                                     | T                                                  | 185 cm                                             | 90 kg                                              | 1982. február 14. (28 évesen)                      | New York Rangers                                   |
| 15                                                 | Jozef Stümpel                                      | T                                                  | 191 cm                                             | 101 kg                                             | 1972. július 20. (37 évesen)                       | Barys Astana                                       |
| 18                                                 | Miroslav Šatan                                     | T                                                  | 191 cm                                             | 87 kg                                              | 1974. október 22. (35 évesen)                      | Boston Bruins                                      |
| 20                                                 | Richard Zedník                                     | T                                                  | 185 cm                                             | 91 kg                                              | 1976. január 6. (34 évesen)                        | Lokomotyiv Jaroszlavl                              |
| 23                                                 | Ľuboš Bartečko                                     | T                                                  | 183 cm                                             | 86 kg                                              | 1976. július 14. (33 évesen)                       | Färjestad                                          |
| 24                                                 | Žigmund Pálffy                                     | T                                                  | 178 cm                                             | 82 kg                                              | 1972. május 5. (37 évesen)                         | HK 36 Skalica                                      |
| 26                                                 | Michal Handzuš                                     | T                                                  | 196 cm                                             | 98 kg                                              | 1977. március 11. (32 évesen)                      | Los Angeles Kings                                  |
| 38                                                 | Pavol Demitra A                                    | T                                                  | 183 cm                                             | 91 kg                                              | 1974. november 29. (35 évesen)                     | Vancouver Canucks                                  |
| 81                                                 | Marián Hossa A                                     | T                                                  | 187 cm                                             | 95 kg                                              | 1979. január 12. (31 évesen)                       | Chicago Blackhawks                                 |
| 82                                                 | Tomáš Kopecký                                      | T                                                  | 191 cm                                             | 91 kg                                              | 1982. február 5. (28 évesen)                       | Chicago Blackhawks                                 |
| 91                                                 | Marcel Hossa                                       | T                                                  | 192 cm                                             | 100 kg                                             | 1981. október 12. (28 évesen)                      | Dinamo Riga                                        |
| 92                                                 | Branko Radivojevič                                 | T                                                  | 183 cm                                             | 94 kg                                              | 1980. november 24. (29 évesen)                     | Szpartak Moszkva                                   |
| Vezetőedző: Ján Filc                               | Vezetőedző: Ján Filc                               | Vezetőedző: Ján Filc                               | Vezetőedző: Ján Filc                               | Vezetőedző: Ján Filc                               | 1953. február 19. (56 évesen)                      | 1953. február 19. (56 évesen)                      |

- Kor: 2010. február 16-i kora

#### Eredmények
Csoportkör
B csoport
| Csapat            | M | Gy | HGy | HV | V | G+ | G- | Gk  | P |
| ----------------- | - | -- | --- | -- | - | -- | -- | --- | - |
| Oroszország (RUS) | 3 | 2  | 0   | 1  | 0 | 13 | 6  | +7  | 7 |
| Csehország (CZE)  | 3 | 2  | 0   | 0  | 1 | 10 | 7  | +3  | 6 |
| Szlovákia (SVK)   | 3 | 1  | 1   | 0  | 1 | 9  | 4  | +5  | 5 |
| Lettország (LAT)  | 3 | 0  | 0   | 0  | 3 | 4  | 19 | –15 | 0 |

| 2010. február 17. 21:00 | Csehország (CZE) | 3–1 (1–0, 2–1, 0–0) | Szlovákia (SVK) | Canada Hockey Place, Vancouver Nézőszám: 16 924 |

| Jegyzőkönyv | Jegyzőkönyv  | Jegyzőkönyv                            | Jegyzőkönyv    | Jegyzőkönyv                            |
| --- | ------------ | -------------------------------------- | -------------- | -------------------------------------- |
| | Tomáš Vokoun | Kapusok                                | Jaroslav Halák | Játékvezetők: Brent Reiber Brad Watson |
| \| Eliáš (Havlát, Blaťák) – 09:02 \| 1–0 \| \| \| \| 1–1 \| 20:47 – Gáborík (Mari. Hossa, Demitra) \| \| Jágr (Červenka) – 37:56 \| 2–1 \| \| \| Plekanec (Jágr, Židlický) – 39:58 \| 3–1 \| \| |              |                                        |                | Játékvezetők: Brent Reiber Brad Watson |
| 8 perc | Büntetések   | 12 perc                                |                | Játékvezetők: Brent Reiber Brad Watson |
| 24 | Lövések      | 35                                     |                | Játékvezetők: Brent Reiber Brad Watson |
| Eliáš (Havlát, Blaťák) – 09:02 | 1–0          |                                        |                | Játékvezetők: Brent Reiber Brad Watson |
| | 1–1          | 20:47 – Gáborík (Mari. Hossa, Demitra) |                | Játékvezetők: Brent Reiber Brad Watson |
| Jágr (Červenka) – 37:56 | 2–1          |                                        |                | Játékvezetők: Brent Reiber Brad Watson |
| Plekanec (Jágr, Židlický) – 39:58 | 3–1          |                                        |                |                                        |

| 2010. február 18. 21:00 | Szlovákia (SVK) | 2–1 (sz.) (0–0, 0–1, 1–0) (h.u.: 0–0) (sz.: 1–0) | Oroszország (RUS) | Canada Hockey Place, Vancouver Nézőszám: 17 202 |

| Jegyzőkönyv                                                                                                   | Jegyzőkönyv    | Jegyzőkönyv                                                | Jegyzőkönyv    | Jegyzőkönyv                               |
| --- | -------------- | ---------------------------------------------------------- | -------------- | ----------------------------------------- |
| | Jaroslav Halák | Kapusok                                                    | Ilja Brizgalov | Játékvezetők: Danny Kurmann Bill McCreary |
| \| \| 0–1 \| 25:32 – Morozov (Markov, Zinovjev) \| \| Mari. Hossa (Demitra, Marc. Hossa) – 49:48 \| 1–1 \| \| |                |                                                            |                | Játékvezetők: Danny Kurmann Bill McCreary |
| Stümpel Demitra Mari. Hossa Stümpel Handzuš Gáborík Demitra                                                   | Szétlövés      | Morozov Ovecskin Dacjuk Ovecskin Kovalcsuk Ovecskin Malkin |                | Játékvezetők: Danny Kurmann Bill McCreary |
| 10 perc | Büntetések     | 6 perc                                                     |                | Játékvezetők: Danny Kurmann Bill McCreary |
| 32 | Lövések        | 37                                                         |                | Játékvezetők: Danny Kurmann Bill McCreary |
| | 0–1            | 25:32 – Morozov (Markov, Zinovjev)                         |                | Játékvezetők: Danny Kurmann Bill McCreary |
| Mari. Hossa (Demitra, Marc. Hossa) – 49:48                                                                    | 1–1            |                                                            |                | Játékvezetők: Danny Kurmann Bill McCreary |

| 2010. február 20. 16:30 | Lettország (LAT) | 0–6 (0–3, 0–2, 0–1) | Szlovákia (SVK) | Canada Hockey Place, Vancouver Nézőszám: 17 023 |

| Jegyzőkönyv | Jegyzőkönyv      | Jegyzőkönyv                              | Jegyzőkönyv    | Jegyzőkönyv                                    |
| --- | ---------------- | ---------------------------------------- | -------------- | ---------------------------------------------- |
| | Edgars Masaļskis | Kapusok                                  | Jaroslav Halák | Játékvezetők: Dan O’Halloran Marcus Vinnerborg |
| \| \| 0–1 \| 02:44 – Višňovský (Stümpel, Zedník) (PP) \| \| \| 0–2 \| 09:11 – Zedník (Handzuš, Bartečko) \| \| \| 0–3 \| 17:08 – Stümpel (Pálffy) \| \| \| 0–4 \| 21:07 – Mari. Hossa (Stümpel) (PP) \| \| \| 0–5 \| 22:20 – Handzuš \| \| \| 0–6 \| 57:20 – Baranka (Handzuš, Štrbák) \| |                  |                                          |                | Játékvezetők: Dan O’Halloran Marcus Vinnerborg |
| 6 perc | Büntetések       | 8 perc                                   |                | Játékvezetők: Dan O’Halloran Marcus Vinnerborg |
| 21 | Lövések          | 37                                       |                | Játékvezetők: Dan O’Halloran Marcus Vinnerborg |
| | 0–1              | 02:44 – Višňovský (Stümpel, Zedník) (PP) |                | Játékvezetők: Dan O’Halloran Marcus Vinnerborg |
| | 0–2              | 09:11 – Zedník (Handzuš, Bartečko)       |                | Játékvezetők: Dan O’Halloran Marcus Vinnerborg |
| | 0–3              | 17:08 – Stümpel (Pálffy)                 |                | Játékvezetők: Dan O’Halloran Marcus Vinnerborg |
| | 0–4              | 21:07 – Mari. Hossa (Stümpel) (PP)       |                |                                                |
| | 0–5              | 22:20 – Handzuš                          |                |                                                |
| | 0–6              | 57:20 – Baranka (Handzuš, Štrbák)        |                |                                                |

Rájátszás a negyeddöntőbe jutásért
| 2010. február 23. 21:00 | Szlovákia (SVK) | 4–3 (3–1, 0–2, 1–0) | Norvégia (NOR) | Canada Hockey Place, Vancouver Nézőszám: 17 583 |

| Jegyzőkönyv | Jegyzőkönyv    | Jegyzőkönyv                                     | Jegyzőkönyv | Jegyzőkönyv                                      |
| --- | -------------- | ----------------------------------------------- | ----------- | ------------------------------------------------ |
| | Jaroslav Halák | Kapusok                                         | Pål Grotnes | Játékvezetők: Vjacseszlav Bulanov Marc Joannette |
| \| Handzuš (Gáborík, Mari. Hossa) (PP) – 07:03 \| 1–0 \| \| \| Gáborík (Demitra, Chára) (PP) – 10:12 \| 2–0 \| \| \| \| 2–1 \| 18:06 – Zuccarello Aasen (Holøs) \| \| Zedník (Stümpel, Pálffy) (PP) – 18:52 \| 3–1 \| \| \| \| 3–2 \| 27:27 – Vikingstad (Thoresen, Zuccarello Aasen) \| \| \| 3–3 \| 39:59 – Bastiansen (Olimb, Thoresen) \| \| Šatan (Višňovský, Zedník) – 48:41 \| 4–3 \| \| |                |                                                 |             | Játékvezetők: Vjacseszlav Bulanov Marc Joannette |
| 2 perc | Büntetések     | 29 perc                                         |             | Játékvezetők: Vjacseszlav Bulanov Marc Joannette |
| 40 | Lövések        | 19                                              |             | Játékvezetők: Vjacseszlav Bulanov Marc Joannette |
| Handzuš (Gáborík, Mari. Hossa) (PP) – 07:03 | 1–0            |                                                 |             | Játékvezetők: Vjacseszlav Bulanov Marc Joannette |
| Gáborík (Demitra, Chára) (PP) – 10:12 | 2–0            |                                                 |             | Játékvezetők: Vjacseszlav Bulanov Marc Joannette |
| | 2–1            | 18:06 – Zuccarello Aasen (Holøs)                |             | Játékvezetők: Vjacseszlav Bulanov Marc Joannette |
| Zedník (Stümpel, Pálffy) (PP) – 18:52 | 3–1            |                                                 |             |                                                  |
| | 3–2            | 27:27 – Vikingstad (Thoresen, Zuccarello Aasen) |             |                                                  |
| | 3–3            | 39:59 – Bastiansen (Olimb, Thoresen)            |             |                                                  |
| Šatan (Višňovský, Zedník) – 48:41 | 4–3            |                                                 |             |                                                  |

Negyeddöntő
| 2010. február 24. 21:00 | Svédország (SWE) | 3–4 (0–0, 2–3, 1–1) | Szlovákia (SVK) | Canada Hockey Place, Vancouver Nézőszám: 17 493 |

| Jegyzőkönyv | Jegyzőkönyv      | Jegyzőkönyv                                 | Jegyzőkönyv    | Jegyzőkönyv                           |
| --- | ---------------- | ------------------------------------------- | -------------- | ------------------------------------- |
| | Henrik Lundqvist | Kapusok                                     | Jaroslav Halák | Játékvezetők: Bill McCreary Jyri Rönn |
| \| \| 0–1 \| 27:34 – Gáborík (Mari. Hossa, Demitra) (PP) \| \| \| 0–2 \| 28:11 – Sekera (Zedník, Pálffy) \| \| Hörnqvist (Forsberg) – 33:49 \| 1–2 \| \| \| Zetterberg (Enström) – 34:26 \| 2–2 \| \| \| \| 2–3 \| 39:12 – Demitra (Chára, Mari. Hossa) (PP) \| \| \| 2–4 \| 49:01 – Kopecký (Mari. Hossa, Demitra) \| \| Alfredsson (Bäckström, Eriksson) – 49:39 \| 3–4 \| \| |                  |                                             |                | Játékvezetők: Bill McCreary Jyri Rönn |
| 10 perc | Büntetések       | 6 perc                                      |                | Játékvezetők: Bill McCreary Jyri Rönn |
| 29 | Lövések          | 14                                          |                | Játékvezetők: Bill McCreary Jyri Rönn |
| | 0–1              | 27:34 – Gáborík (Mari. Hossa, Demitra) (PP) |                | Játékvezetők: Bill McCreary Jyri Rönn |
| | 0–2              | 28:11 – Sekera (Zedník, Pálffy)             |                | Játékvezetők: Bill McCreary Jyri Rönn |
| Hörnqvist (Forsberg) – 33:49 | 1–2              |                                             |                | Játékvezetők: Bill McCreary Jyri Rönn |
| Zetterberg (Enström) – 34:26 | 2–2              |                                             |                |                                       |
| | 2–3              | 39:12 – Demitra (Chára, Mari. Hossa) (PP)   |                |                                       |
| | 2–4              | 49:01 – Kopecký (Mari. Hossa, Demitra)      |                |                                       |
| Alfredsson (Bäckström, Eriksson) – 49:39 | 3–4              |                                             |                |                                       |

Elődöntő
| 2010. február 26. 18:30 | Kanada (CAN) | 3–2 (2–0, 1–0, 0–2) | Szlovákia (SVK) | Canada Hockey Place, Vancouver Nézőszám: 17 799 |

| Jegyzőkönyv | Jegyzőkönyv    | Jegyzőkönyv                     | Jegyzőkönyv    | Jegyzőkönyv                          |
| --- | -------------- | ------------------------------- | -------------- | ------------------------------------ |
| | Roberto Luongo | Kapusok                         | Jaroslav Halák | Játékvezetők: Dennis LaRue Jyri Rönn |
| \| Marleau (Weber, Niedermayer) – 13:30 \| 1–0 \| \| \| Morrow (Pronger, Getzlaf) – 15:17 \| 2–0 \| \| \| Getzlaf (Perry, Pronger) (PP) – 36:54 \| 3–0 \| \| \| \| 3–1 \| 51:35 – Višňovský (Stümpel) \| \| \| 3–2 \| 55:07 – Handzuš (Zedník, Šatan) \| |                |                                 |                | Játékvezetők: Dennis LaRue Jyri Rönn |
| 2 perc | Büntetések     | 4 perc                          |                | Játékvezetők: Dennis LaRue Jyri Rönn |
| 28 | Lövések        | 21                              |                | Játékvezetők: Dennis LaRue Jyri Rönn |
| Marleau (Weber, Niedermayer) – 13:30 | 1–0            |                                 |                | Játékvezetők: Dennis LaRue Jyri Rönn |
| Morrow (Pronger, Getzlaf) – 15:17 | 2–0            |                                 |                | Játékvezetők: Dennis LaRue Jyri Rönn |
| Getzlaf (Perry, Pronger) (PP) – 36:54 | 3–0            |                                 |                | Játékvezetők: Dennis LaRue Jyri Rönn |
| | 3–1            | 51:35 – Višňovský (Stümpel)     |                |                                      |
| | 3–2            | 55:07 – Handzuš (Zedník, Šatan) |                |                                      |

Bronzmérkőzés
| 2010. február 27. 19:00 | Finnország (FIN) | 5–3 (1–0, 0–3, 4–0) | Szlovákia (SVK) | Canada Hockey Place, Vancouver Nézőszám: 17 322 |

| Jegyzőkönyv | Jegyzőkönyv      | Jegyzőkönyv                                  | Jegyzőkönyv    | Jegyzőkönyv                             |
| --- | ---------------- | -------------------------------------------- | -------------- | --------------------------------------- |
| | Miikka Kiprusoff | Kapusok                                      | Jaroslav Halák | Játékvezetők: Paul Devorski Brad Watson |
| \| Salo (PP) – 18:50 \| 1–0 \| \| \| \| 1–1 \| 29:56 – Gáborík (Demitra, Chára) (PP) \| \| \| 1–2 \| 35:38 – Mari. Hossa (Handzuš, Demitra) (PP2) \| \| \| 1–3 \| 38:45 – Demitra (Mari. Hossa) (SH) \| \| Hagman (Timonen) (PP) – 45:06 \| 2–3 \| \| \| Jokinen (J. Ruutu) – 46:41 \| 3–3 \| \| \| Jokinen (Pitkänen, Kiprusoff) (PP) – 48:41 \| 4–3 \| \| \| Filppula (Timonen) (EN) – 59:49 \| 5–3 \| \| |                  |                                              |                | Játékvezetők: Paul Devorski Brad Watson |
| 14 perc | Büntetések       | 18 perc                                      |                | Játékvezetők: Paul Devorski Brad Watson |
| 33 | Lövések          | 22                                           |                | Játékvezetők: Paul Devorski Brad Watson |
| Salo (PP) – 18:50 | 1–0              |                                              |                | Játékvezetők: Paul Devorski Brad Watson |
| | 1–1              | 29:56 – Gáborík (Demitra, Chára) (PP)        |                | Játékvezetők: Paul Devorski Brad Watson |
| | 1–2              | 35:38 – Mari. Hossa (Handzuš, Demitra) (PP2) |                | Játékvezetők: Paul Devorski Brad Watson |
| | 1–3              | 38:45 – Demitra (Mari. Hossa) (SH)           |                |                                         |
| Hagman (Timonen) (PP) – 45:06 | 2–3              |                                              |                |                                         |
| Jokinen (J. Ruutu) – 46:41 | 3–3              |                                              |                |                                         |
| Jokinen (Pitkänen, Kiprusoff) (PP) – 48:41 | 4–3              |                                              |                |                                         |
| Filppula (Timonen) (EN) – 59:49 | 5–3              |                                              |                |                                         |

| Csapat          | Helyezés |
| --------------- | -------- |
| Szlovákia (SVK) | 4.       |

### Női
| Szlovák nemzeti női jégkorongcsapat-játékoskeret | Szlovák nemzeti női jégkorongcsapat-játékoskeret | Szlovák nemzeti női jégkorongcsapat-játékoskeret | Szlovák nemzeti női jégkorongcsapat-játékoskeret | Szlovák nemzeti női jégkorongcsapat-játékoskeret | Szlovák nemzeti női jégkorongcsapat-játékoskeret | Szlovák nemzeti női jégkorongcsapat-játékoskeret |
| #                                                | Név                                              | Poszt                                            | Magasság                                         | Súly                                             | Kor                                              | Klub                                             |
| ------------------------------------------------ | ------------------------------------------------ | ------------------------------------------------ | ------------------------------------------------ | ------------------------------------------------ | ------------------------------------------------ | ------------------------------------------------ |
| 1                                                | Zuzana Tomčíková                                 | K                                                | 179 cm                                           | 72 kg                                            | 1988. április 23. (21 évesen)                    | Bemidji State Beavers                            |
| 20                                               | Monika Kvaková                                   | K                                                | 164 cm                                           | 58 kg                                            | 1988. december 15. (21 évesen)                   | HC Slovan Bratislava                             |
| 25                                               | Jana Budajová                                    | K                                                | 166 cm                                           | 53 kg                                            | 1992. november 16. (17 évesen)                   | HK Poprad                                        |
| 4                                                | Petra Országhová                                 | V                                                | 168 cm                                           | 58 kg                                            | 1981. április 7. (28 évesen)                     | HC Slovan Bratislava                             |
| 7                                                | Barbora Brémová                                  | V                                                | 168 cm                                           | 60 kg                                            | 1991. augusztus 24. (18 évesen)                  | HC Slovan Bratislava                             |
| 9                                                | Petra Babiaková                                  | V                                                | 175 cm                                           | 70 kg                                            | 1977. július 27. (32 évesen)                     | HC Slovan Bratislava                             |
| 12                                               | Edita Raková                                     | V                                                | 171 cm                                           | 62 kg                                            | 1978. május 18. (31 évesen)                      | HC Slovan Bratislava                             |
| 15                                               | Michaela Matejová                                | V                                                | 169 cm                                           | 57 kg                                            | 1986. március 2. (23 évesen)                     | SC Reinach                                       |
| 19                                               | Iveta Karafiátová C                              | V                                                | 178 cm                                           | 75 kg                                            | 1988. május 14. (21 évesen)                      | Linköpings HC                                    |
| 3                                                | Nicol Čupková                                    | T                                                | 169 cm                                           | 57 kg                                            | 1992. november 4. (17 évesen)                    | HC Slovan Bratislava                             |
| 6                                                | Jana Kapustová A                                 | T                                                | 178 cm                                           | 75 kg                                            | 1983. augusztus 11. (26 évesen)                  | Tornado Moscow                                   |
| 8                                                | Natalie Babonyová                                | T                                                | 175 cm                                           | 70 kg                                            | 1983. október 22. (26 évesen)                    | Toronto Crush                                    |
| 10                                               | Zuzana Moravčíková                               | T                                                | 169 cm                                           | 57 kg                                            | 1980. október 23. (29 évesen)                    | HC Slovan Bratislava                             |
| 12                                               | Maria Herichová                                  | T                                                | 175 cm                                           | 70 kg                                            | 1990. június 12. (19 évesen)                     | HC Slovan Bratislava                             |
| 13                                               | Petra Jurčová                                    | T                                                | 168 cm                                           | 60 kg                                            | 1987. június 22. (22 évesen)                     | HC Slovan Bratislava                             |
| 14                                               | Anna Džurňáková A                                | T                                                | 168 cm                                           | 58 kg                                            | 1983. január 24. (27 évesen)                     | HC Slovan Bratislava                             |
| 17                                               | Martina Veličková                                | T                                                | 171 cm                                           | 62 kg                                            | 1989. február 17. (20 évesen)                    | HC Slovan Bratislava                             |
| 18                                               | Janka Čulíková                                   | T                                                | 178 cm                                           | 75 kg                                            | 1983. június 30. (26 évesen)                     | HK Spišská Nová Ves                              |
| 21                                               | Nikoleta Celárová                                | T                                                | 168 cm                                           | 60 kg                                            | 1983. február 27. (26 évesen)                    | HC Slovan Bratislava                             |
| 22                                               | Nikola Gápová                                    | T                                                | 171 cm                                           | 62 kg                                            | 1989. június 19. (20 évesen)                     | HC Slovan Bratislava                             |
| 24                                               | Petra Pravlíková                                 | T                                                | 168 cm                                           | 58 kg                                            | 1985. június 4. (24 évesen)                      | Tornado Moscow                                   |
| Vezetőedző: Miroslav Karafiát                    | Vezetőedző: Miroslav Karafiát                    | Vezetőedző: Miroslav Karafiát                    | Vezetőedző: Miroslav Karafiát                    | Vezetőedző: Miroslav Karafiát                    | 1961. december 30. (48 évesen)                   | 1961. december 30. (48 évesen)                   |

- Posztok rövidítései: K – Kapus, V – Védő, T – Támadó
- Kor: 2010. február 16-i kora

#### Eredmények
Csoportkör
A csoport
| Csapat           | M | Gy | HGy | HV | V | G+ | G- | Gk  | P |
| ---------------- | - | -- | --- | -- | - | -- | -- | --- | - |
| Kanada (CAN)     | 3 | 3  | 0   | 0  | 0 | 41 | 2  | +39 | 9 |
| Svédország (SWE) | 3 | 2  | 0   | 0  | 1 | 10 | 15 | –5  | 6 |
| Svájc (SUI)      | 3 | 1  | 0   | 0  | 2 | 6  | 15 | –9  | 3 |
| Szlovákia (SVK)  | 3 | 0  | 0   | 0  | 3 | 4  | 29 | –25 | 0 |

| 2010. február 13. 17:00 | Kanada (CAN) | 18–0 (7–0, 6–0, 5–0) | Szlovákia (SVK) | Canada Hockey Place, Vancouver Nézőszám: 16 496 |

| Jegyzőkönyv | Jegyzőkönyv   | Jegyzőkönyv | Jegyzőkönyv      | Jegyzőkönyv              |
| --- | ------------- | ----------- | ---------------- | ------------------------ |
| | Kim St-Pierre | Kapusok     | Zuzana Tomčíková | Játékvezető: Joy Tottman |
| \| Irwin (Vaillancourt, Johnston) – 01:39 \| 1–0 \| \| \| Bonhomme (Hefford, MacLeod) – 03:06 \| 2–0 \| \| \| Agosta (Ouellette, Wickenheiser) (PP) – 05:38 \| 3–0 \| \| \| MacLeod (Bonhomme, Ouellette) – 08:21 \| 4–0 \| \| \| Agosta (Kellar, Sostorics) – 11:34 \| 5–0 \| \| \| Kingsbury (Piper, Apps) – 15:09 \| 6–0 \| \| \| Sostorics (Hefford, Agosta) – 16:20 \| 7–0 \| \| \| Vaillancourt (Johnston) – 23:42 \| 8–0 \| \| \| Poulin (PP) – 27:21 \| 9–0 \| \| \| Agosta (Hefford, Ouellette) – 30:19 \| 10–0 \| \| \| Hefford (Wickenheiser) (SH) – 32:00 \| 11–0 \| \| \| Ouellette (Apps, Sostorics) (SH) – 32:44 \| 12–0 \| \| \| MacLeod (Poulin, Sostorics) – 36:42 \| 13–0 \| \| \| Hefford (Agosta, MacLeod) – 44:23 \| 14–0 \| \| \| Irwin (Vaillancourt, Ward) – 44:37 \| 15–0 \| \| \| Piper (Wickenheiser) – 46:54 \| 16–0 \| \| \| Hefford (Ouellette, Kellar) – 51:03 \| 17–0 \| \| \| Kingsbury (Botterill) – 52:52 \| 18–0 \| \| |               |             |                  | Játékvezető: Joy Tottman |
| 10 perc | Büntetések    | 12 perc     |                  | Játékvezető: Joy Tottman |
| 67 | Lövések       | 9           |                  | Játékvezető: Joy Tottman |
| Irwin (Vaillancourt, Johnston) – 01:39 | 1–0           |             |                  | Játékvezető: Joy Tottman |
| Bonhomme (Hefford, MacLeod) – 03:06 | 2–0           |             |                  | Játékvezető: Joy Tottman |
| Agosta (Ouellette, Wickenheiser) (PP) – 05:38 | 3–0           |             |                  | Játékvezető: Joy Tottman |
| MacLeod (Bonhomme, Ouellette) – 08:21 | 4–0           |             |                  |                          |
| Agosta (Kellar, Sostorics) – 11:34 | 5–0           |             |                  |                          |
| Kingsbury (Piper, Apps) – 15:09 | 6–0           |             |                  |                          |
| Sostorics (Hefford, Agosta) – 16:20 | 7–0           |             |                  |                          |
| Vaillancourt (Johnston) – 23:42 | 8–0           |             |                  |                          |
| Poulin (PP) – 27:21 | 9–0           |             |                  |                          |
| Agosta (Hefford, Ouellette) – 30:19 | 10–0          |             |                  |                          |
| Hefford (Wickenheiser) (SH) – 32:00 | 11–0          |             |                  |                          |
| Ouellette (Apps, Sostorics) (SH) – 32:44 | 12–0          |             |                  |                          |
| MacLeod (Poulin, Sostorics) – 36:42 | 13–0          |             |                  |                          |
| Hefford (Agosta, MacLeod) – 44:23 | 14–0          |             |                  |                          |
| Irwin (Vaillancourt, Ward) – 44:37 | 15–0          |             |                  |                          |
| Piper (Wickenheiser) – 46:54 | 16–0          |             |                  |                          |
| Hefford (Ouellette, Kellar) – 51:03 | 17–0          |             |                  |                          |
| Kingsbury (Botterill) – 52:52 | 18–0          |             |                  |                          |

| 2010. február 15. 19:00 | Svédország (SWE) | 6–2 3–2, 1–0, 2–0) | Szlovákia (SVK) | UBC Winter Sports Centre, Vancouver Nézőszám: 5323 |

| Jegyzőkönyv | Jegyzőkönyv | Jegyzőkönyv                               | Jegyzőkönyv      | Jegyzőkönyv            |
| --- | ----------- | ----------------------------------------- | ---------------- | ---------------------- |
| | Sara Grahn  | Kapusok                                   | Zuzana Tomčíková | Játékvezető: Aina Høve |
| \| Winberg (Holmlöv, Holst) (PP) – 05:01 \| 1–0 \| \| \| \| 1–1 \| 09:52 – Džurňáková (Babonyová, Herichová) \| \| Winberg (Eliasson, Holmlöv) (PP) – 12:11 \| 2–1 \| \| \| \| 2–2 \| 13:29 – Čupková (Čulíková, Kapustová) \| \| Asserholt (Myrén, Östberg) – 16:07 \| 3–2 \| \| \| Winberg (E. Andersson) – 29:07 \| 4–2 \| \| \| Holmlöv (Holst, G. Andersson) (PP) – 46:08 \| 5–2 \| \| \| Winberg (Nordin) – 53:20 \| 6–2 \| \| |             |                                           |                  | Játékvezető: Aina Høve |
| 10 perc | Büntetések  | 16 perc                                   |                  | Játékvezető: Aina Høve |
| 48 | Lövések     | 16                                        |                  | Játékvezető: Aina Høve |
| Winberg (Holmlöv, Holst) (PP) – 05:01 | 1–0         |                                           |                  | Játékvezető: Aina Høve |
| | 1–1         | 09:52 – Džurňáková (Babonyová, Herichová) |                  | Játékvezető: Aina Høve |
| Winberg (Eliasson, Holmlöv) (PP) – 12:11 | 2–1         |                                           |                  | Játékvezető: Aina Høve |
| | 2–2         | 13:29 – Čupková (Čulíková, Kapustová)     |                  |                        |
| Asserholt (Myrén, Östberg) – 16:07 | 3–2         |                                           |                  |                        |
| Winberg (E. Andersson) – 29:07 | 4–2         |                                           |                  |                        |
| Holmlöv (Holst, G. Andersson) (PP) – 46:08 | 5–2         |                                           |                  |                        |
| Winberg (Nordin) – 53:20 | 6–2         |                                           |                  |                        |

| 2010. február 17. 19:00 | Szlovákia (SVK) | 2–5 (1–0, 0–1, 1–4) | Svájc (SUI) | UBC Winter Sports Centre, Vancouver Nézőszám: 5272 |

| Jegyzőkönyv | Jegyzőkönyv      | Jegyzőkönyv                       | Jegyzőkönyv        | Jegyzőkönyv              |
| --- | ---------------- | --------------------------------- | ------------------ | ------------------------ |
| | Zuzana Tomčíková | Kapusok                           | Florence Schelling | Játékvezető: Ulla Sipilä |
| \| Čulíková (Čupková) – 07:10 \| 1–0 \| \| \| \| 1–1 \| 35:39 – S. Marty \| \| Čulíková (Kapustová, Čupková) – 40:19 \| 2–1 \| \| \| \| 2–2 \| 50:35 – S. Marty (Nussbaum) \| \| \| 2–3 \| 51:18 – Benz (Meier, Schelling) \| \| \| 2–4 \| 56:28 – Lehmann (Leimgruber) (SH) \| \| \| 2–5 \| 58:25 – S. Marty (Hafliger, Benz) \| |                  |                                   |                    | Játékvezető: Ulla Sipilä |
| 12 perc | Büntetések       | 12 perc                           |                    | Játékvezető: Ulla Sipilä |
| 33 | Lövések          | 45                                |                    | Játékvezető: Ulla Sipilä |
| Čulíková (Čupková) – 07:10 | 1–0              |                                   |                    | Játékvezető: Ulla Sipilä |
| | 1–1              | 35:39 – S. Marty                  |                    | Játékvezető: Ulla Sipilä |
| Čulíková (Kapustová, Čupková) – 40:19 | 2–1              |                                   |                    | Játékvezető: Ulla Sipilä |
| | 2–2              | 50:35 – S. Marty (Nussbaum)       |                    |                          |
| | 2–3              | 51:18 – Benz (Meier, Schelling)   |                    |                          |
| | 2–4              | 56:28 – Lehmann (Leimgruber) (SH) |                    |                          |
| | 2–5              | 58:25 – S. Marty (Hafliger, Benz) |                    |                          |

Az 5–8. helyért
| 2010. február 20. 19:00 | Oroszország (RUS) | 4–2 (2–0, 1–1, 1–1) | Szlovákia (SVK) | UBC Winter Sports Centre, Vancouver Nézőszám: 5488 |

| Jegyzőkönyv | Jegyzőkönyv        | Jegyzőkönyv                         | Jegyzőkönyv      | Jegyzőkönyv            |
| --- | ------------------ | ----------------------------------- | ---------------- | ---------------------- |
| | Irina Gashennikova | Kapusok                             | Zuzana Tomčíková | Játékvezető: Aina Høve |
| \| Szotnyikova (Lebegyeva) – 07:34 \| 1–0 \| \| \| Gavrilova (Szergina, Szmolenceva) (PP) – 18:16 \| 2–0 \| \| \| \| 2–1 \| 23:24 – Pravlíková (Veličková) (PP) \| \| Tyerentyjeva (Kapusztyina, Gyubanok) (SH) – 33:45 \| 3–1 \| \| \| \| 3–2 \| 40:31 – Kapustová (Veličková) \| \| Gavrilova – 50:26 \| 4–2 \| \| |                    |                                     |                  | Játékvezető: Aina Høve |
| 8 perc | Büntetések         | 8 perc                              |                  | Játékvezető: Aina Høve |
| 43 | Lövések            | 19                                  |                  | Játékvezető: Aina Høve |
| Szotnyikova (Lebegyeva) – 07:34 | 1–0                |                                     |                  | Játékvezető: Aina Høve |
| Gavrilova (Szergina, Szmolenceva) (PP) – 18:16 | 2–0                |                                     |                  | Játékvezető: Aina Høve |
| | 2–1                | 23:24 – Pravlíková (Veličková) (PP) |                  | Játékvezető: Aina Høve |
| Tyerentyjeva (Kapusztyina, Gyubanok) (SH) – 33:45 | 3–1                |                                     |                  |                        |
| | 3–2                | 40:31 – Kapustová (Veličková)       |                  |                        |
| Gavrilova – 50:26 | 4–2                |                                     |                  |                        |

A 7. helyért
| 2010. február 22. 14:00 | Kína (CHN) | 3–1 (0–1, 1–0, 2–0) | Szlovákia (SVK) | UBC Winter Sports Centre, Vancouver Nézőszám: 5284 |

| Jegyzőkönyv | Jegyzőkönyv | Jegyzőkönyv                             | Jegyzőkönyv      | Jegyzőkönyv              |
| --- | ----------- | --------------------------------------- | ---------------- | ------------------------ |
| | Si Jao      | Kapusok                                 | Zuzana Tomčíková | Játékvezető: Joy Tottman |
| \| \| 0–1 \| 10:37 – Pravlíková (Jurčová, Veličková) \| \| Vang L. (Jü, Csiang) – 37:15 \| 1–1 \| \| \| Szun (Csang S., Csin) – 45:04 \| 2–1 \| \| \| Vang L. (Csang P.) – 51:44 \| 3–1 \| \| |             |                                         |                  | Játékvezető: Joy Tottman |
| 4 perc | Büntetések  | 6 perc                                  |                  | Játékvezető: Joy Tottman |
| 32 | Lövések     | 21                                      |                  | Játékvezető: Joy Tottman |
| | 0–1         | 10:37 – Pravlíková (Jurčová, Veličková) |                  | Játékvezető: Joy Tottman |
| Vang L. (Jü, Csiang) – 37:15 | 1–1         |                                         |                  | Játékvezető: Joy Tottman |
| Szun (Csang S., Csin) – 45:04 | 2–1         |                                         |                  | Játékvezető: Joy Tottman |
| Vang L. (Csang P.) – 51:44 | 3–1         |                                         |                  |                          |

| Csapat          | Helyezés |
| --------------- | -------- |
| Szlovákia (SVK) | 8.       |

## Műkorcsolya
| Versenyző          | Versenyszám | Rövid program | Rövid program | Kűr     | Kűr     | Összesítés | Összesítés |
| Versenyző          | Versenyszám | Pont          | Hely.         | Pont    | Hely.   | Pont       | Helyezés   |
| ------------------ | ----------- | ------------- | ------------- | ------- | ------- | ---------- | ---------- |
| Ivana Reitmayerová | Női egyéni  | 41,94         | 28.           | kiesett | kiesett | kiesett    | kiesett    |

## Sífutás
Férfi
| Versenyző                                             | Versenyszám     | Selejtező | Selejtező | Negyeddöntő | Negyeddöntő | Elődöntő | Elődöntő | Döntő         | Döntő         |
| Versenyző                                             | Versenyszám     | Idő       | Hely.     | Idő         | Hely.       | Idő      | Hely.    | Idő           | Helyezés      |
| ----------------------------------------------------- | --------------- | --------- | --------- | ----------- | ----------- | -------- | -------- | ------------- | ------------- |
| Martin Bajčičák                                       | 15 km           |           |           |             |             |          |          | 34:59,3       | 23.           |
| Martin Bajčičák                                       | 30 km           |           |           |             |             |          |          | 1:17:58,1     | 25.           |
| Martin Bajčičák                                       | 50 km           |           |           |             |             |          |          | nem ért célba | nem ért célba |
| Bátory Iván                                           | 15 km           |           |           |             |             |          |          | 35:38,1       | 40.           |
| Bátory Iván                                           | 50 km           |           |           |             |             |          |          | nem ért célba | nem ért célba |
| Michal Malák                                          | 15 km           |           |           |             |             |          |          | 36:22,8       | 54.           |
| Peter Mlynár                                          | Sprint          | 3:55,76   | 57.       | kiesett     | kiesett     | kiesett  | kiesett  | kiesett       | 57.           |
| Bátory Iván Michal Malák                              | Csapatsprint    | 19:07,5   | 7.        |             |             |          |          | kiesett       | 14.           |
| Martin Bajčičák Bátory Iván Michal Malak Peter Mlynár | 4 × 10 km váltó |           |           |             |             |          |          | 1:49:52,0     | 12.           |

Női
| Versenyző         | Versenyszám | Selejtező | Selejtező | Negyeddöntő | Negyeddöntő | Elődöntő | Elődöntő | Döntő   | Döntő    |
| Versenyző         | Versenyszám | Idő       | Hely.     | Idő         | Hely.       | Idő      | Hely.    | Idő     | Helyezés |
| ----------------- | ----------- | --------- | --------- | ----------- | ----------- | -------- | -------- | ------- | -------- |
| Alena Procházková | Sprint      | 3:46,16   | 16.       | 3:40,1      | 4.          | kiesett  | kiesett  | kiesett | 18.      |

## Síugrás
| Versenyző    | Versenyszám | Selejtező | Selejtező | 1. ugrás | 1. ugrás | 2. ugrás | 2. ugrás | Összesítés | Összesítés |
| Versenyző    | Versenyszám | Pont      | Hely.     | Pont     | Hely.    | Pont     | Hely.    | Pont       | Helyezés   |
| ------------ | ----------- | --------- | --------- | -------- | -------- | -------- | -------- | ---------- | ---------- |
| Tomáš Zmoray | Normálsánc  | 107,5     | 42.       | kiesett  | kiesett  | kiesett  | kiesett  | kiesett    | kiesett    |
| Tomáš Zmoray | Nagysánc    | 100,6     | 40.       | 77,4     | 43.      | kiesett  | kiesett  | kiesett    | kiesett    |

## Szánkó
| Versenyző                  | Versenyszám | 1. futam | 1. futam | 2. futam | 2. futam | 3. futam | 3. futam | 4. futam | 4. futam | Összesítés | Összesítés |
| Versenyző                  | Versenyszám | Idő      | Hely.    | Idő      | Hely.    | Idő      | Hely.    | Idő      | Hely.    | Idő        | Helyezés   |
| -------------------------- | ----------- | -------- | -------- | -------- | -------- | -------- | -------- | -------- | -------- | ---------- | ---------- |
| Jozef Ninis                | Férfi egyes | 49,196   | 23.      | 49,153   | 22.      | 49,643   | 30.      | 49,122   | 25.      | 3:17,114   | 24.        |
| Veronika Sabolová          | Női egyes   | 41,999   | 12.      | 41,925   | 12.      | 42,563   | 19.      | 42,055   | 11.      | 2:48,542   | 14.        |
| Jana Šišajová              | Női egyes   | 42,297   | 18.      | 42,172   | 18.      | 42,529   | 18.      | 48,101   | 27.      | 2:55,099   | 27.        |
| Ján Harniš Branislav Regec | Kettes      | 42,018   | 13.      | 41,924   | 10.      |          |          |          |          | 1:23,942   | 11.        |